# Gazella dama
Nanger dama
Espèce
Synonymes
- Antilope dama Pallas, 1766[1]
- Gazella dama (Pallas, 1766)[2],[1]

Statut de conservation UICN

 CR A2cd : 
En danger critique
Statut CITES
Répartition géographique
La Gazelle dama (Nanger dama) est la plus grande espèce de gazelle africaine, devenue rare et menacée ; elle est considérée par l'UICN comme en danger critique d'extinction. Elle fait localement l'objet d'un plan de réintroduction en Afrique du Nord.

## Liste des sous-espèces
Selon Mammal Species of the World (version 3, 2005)  (23 septembre 2017) et ITIS (23 septembre 2017) :
- Nanger dama mhorr — Gazelle de Mhorr
- Nanger dama dama
- Nanger dama ruficollis — Gazelle Addra[5]

## Morphologie et physiologie
La gazelle dama est l'une des espèces de gazelles la plus grande avec un cou et des pattes très allongés, des cornes assez courtes en forme de S (celles des mâles sont en général plus longues et plus robustes que celles des femelles) dirigées vers l’arrière. La tête est de couleur blanche et les femelles présentent une raie noire en travers de l’œil. Le cou, roux, porte une tache blanche bien visible. La coloration de la robe est blanche avec, à la partie supérieure, une zone marron/rousse plus ou moins étendue qui laisse toujours la croupe et le ventre blancs. La queue est courte, blanche avec l’extrémité noire.
Elle a un corps d'une longueur de 1,40 à 1,80 m, avec des cornes en S de 21 à 43 cm, pour une hauteur au garrot de 90 à 120 cm. Adultes, les femelles pèsent de 35 à 45 kg et les mâles de 40 à 75 kg.
Cette espèce de gazelle peut vivre douze ans dans la nature et jusqu'à dix-neuf ans en captivité.

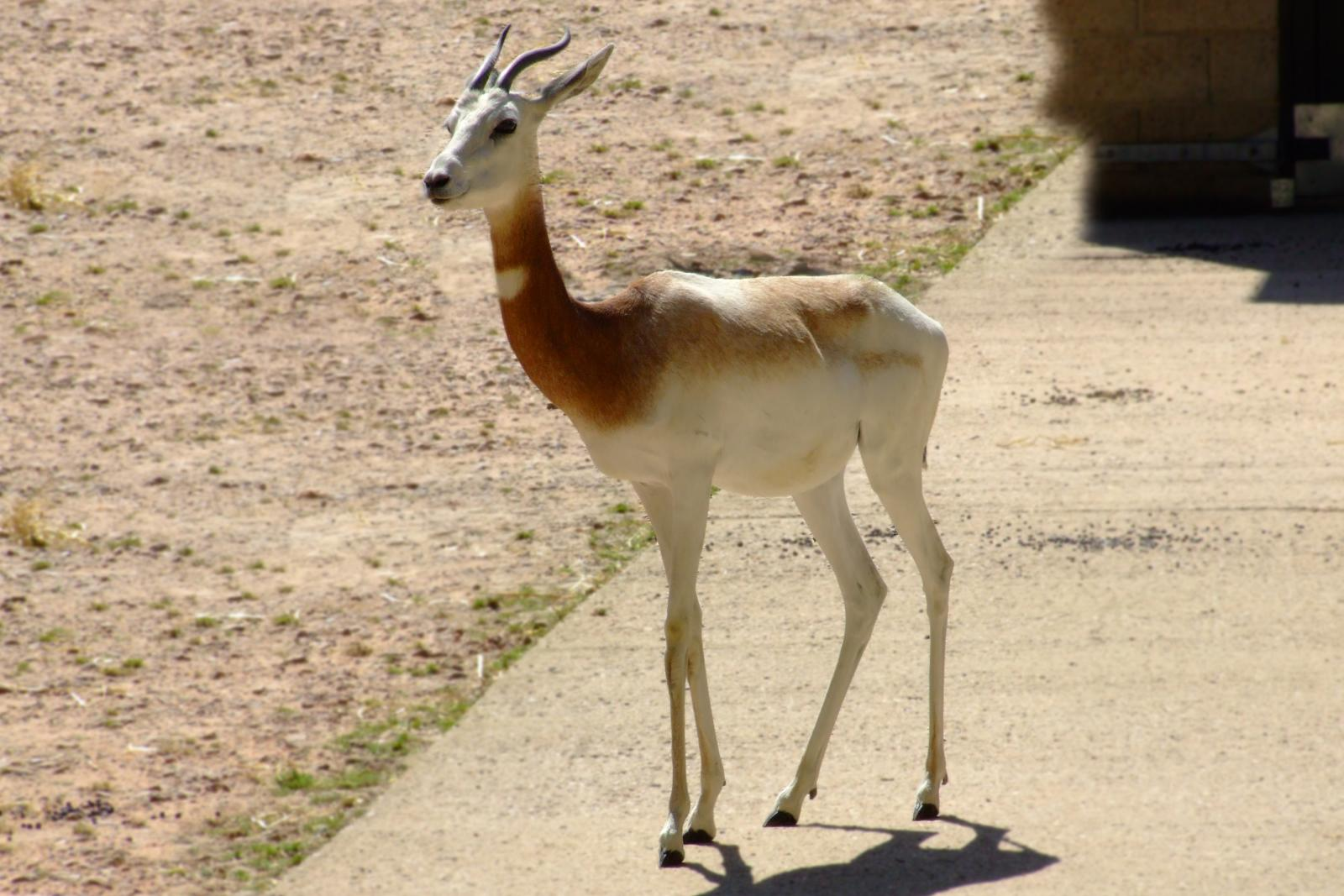
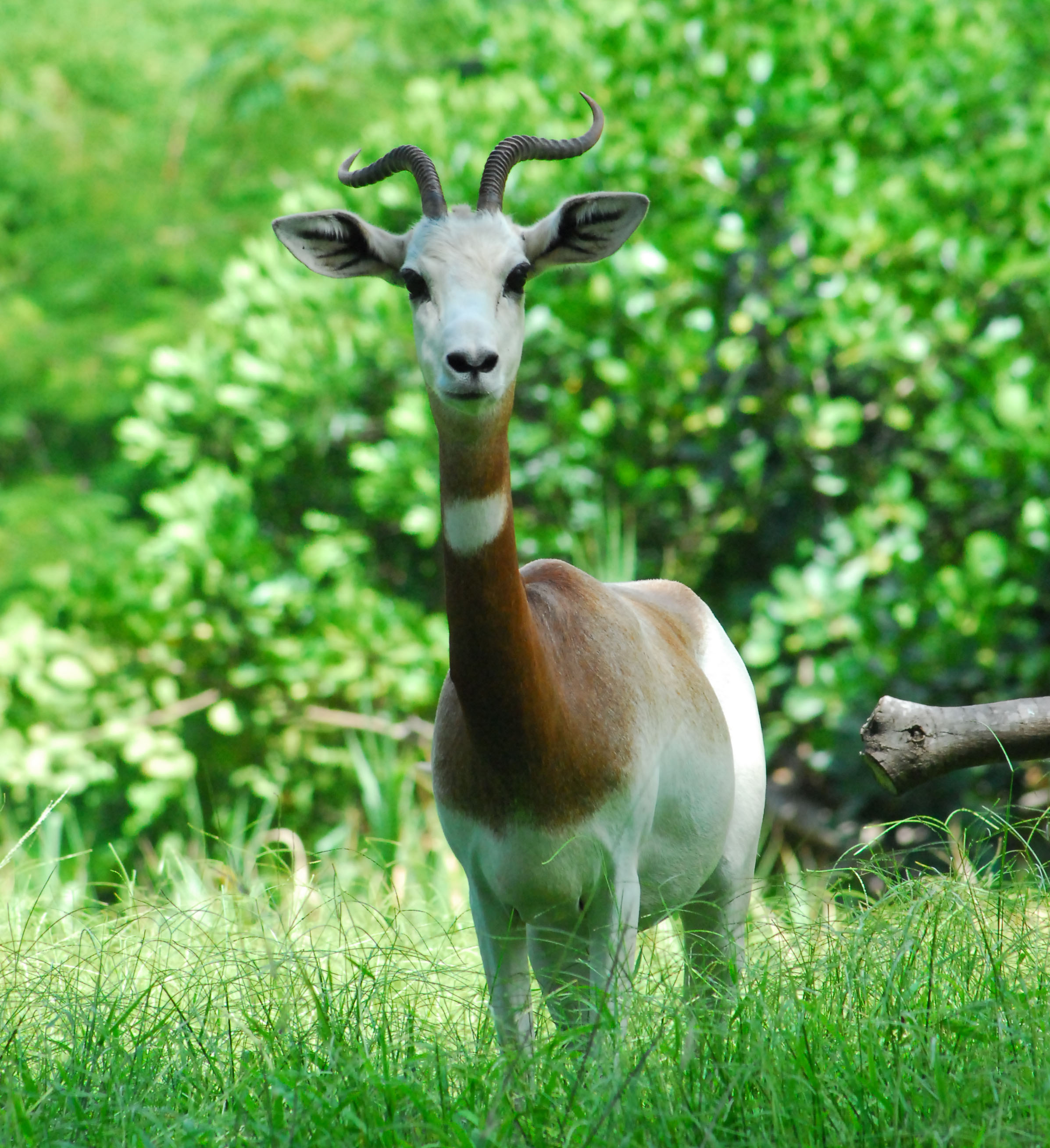
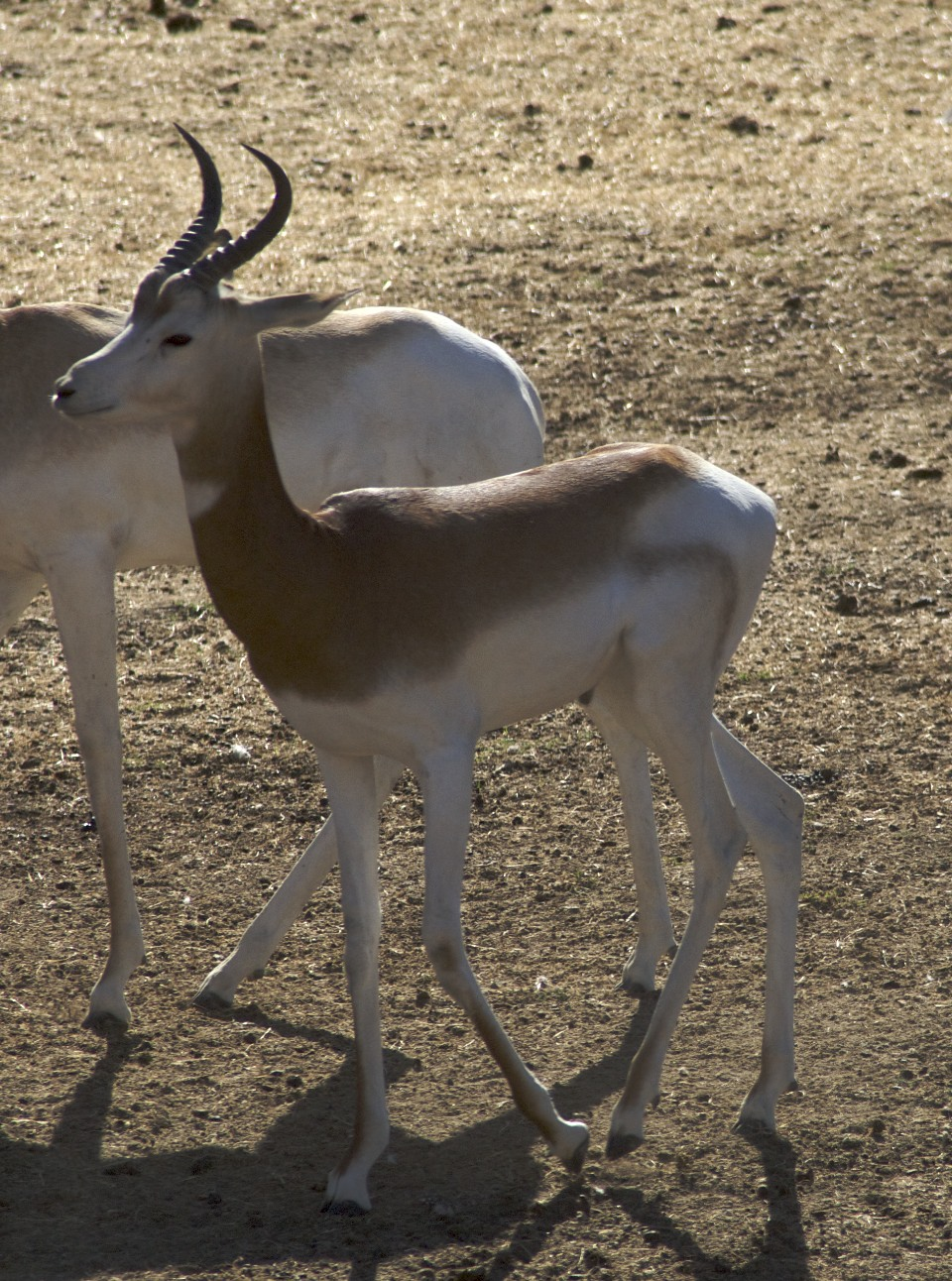
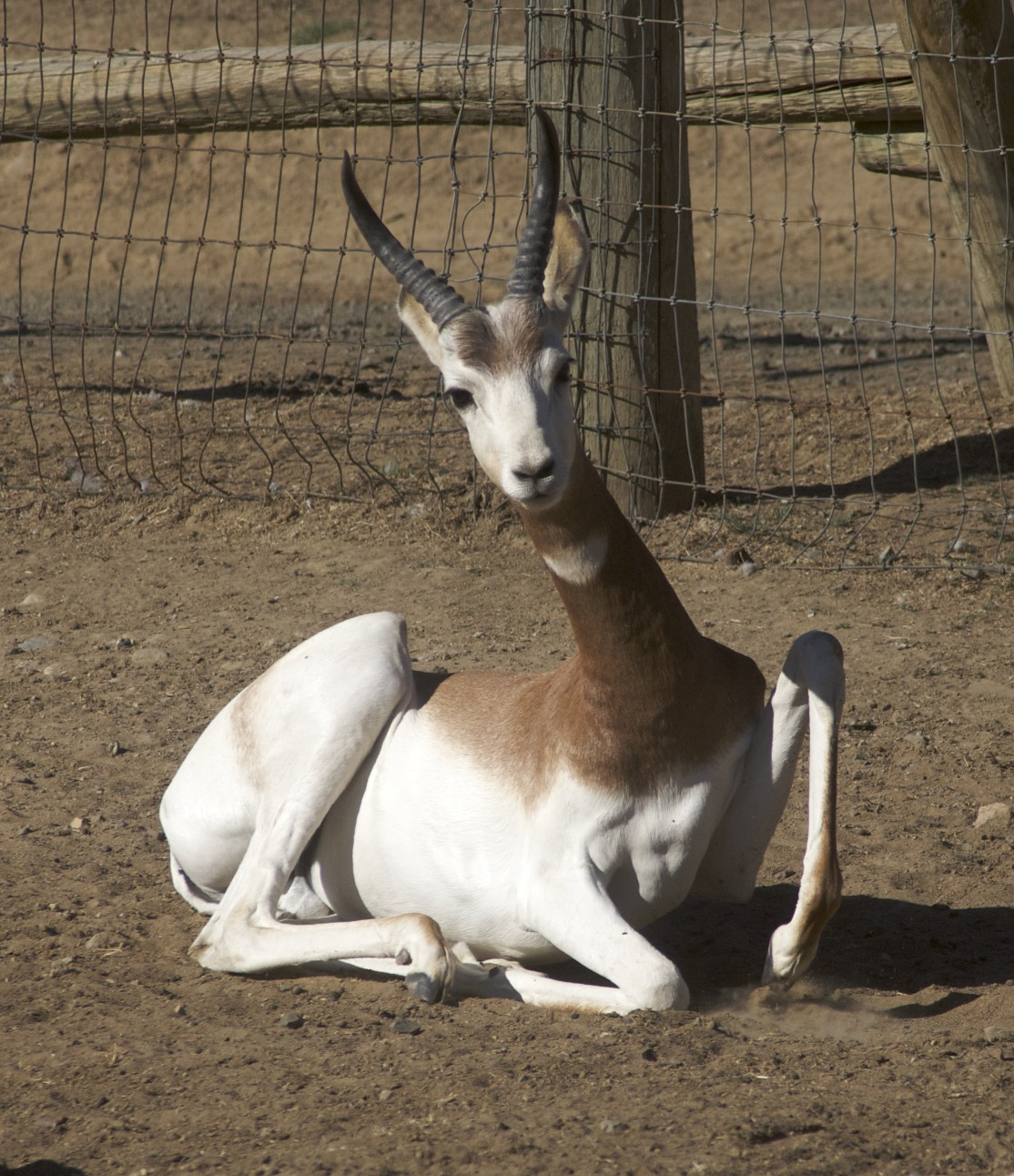

### Déplacement
Elles pratiquent aussi le « stotting » ou « pronking », qui sont des rebonds, une technique commune chez toutes les gazelles.

### Régime alimentaire
Elles se nourrissent d’herbe mais aussi de feuilles d’arbuste et d’acacia, on les voit parfois sur les deux pattes arrière pour atteindre les feuilles les plus hautes. Pendant la saison sèche, elle consomme des melons sauvage (Citrullus colocynthis) pour ses besoins en eau.

### Reproduction
La maturité sexuelle des Gazelles dama est atteinte entre 9 et 12 mois pour les femelles et entre 18 et 24 mois pour les mâles. La gestation dure 145 jours aboutissant à une portée annuelle d'un seul jeune.

## Répartition et habitat
La répartition géographique de l'espèce est désormais quasi exclusivement sahelienne (steppes herbeuses à Acacias) en Algérie , au Maroc, au Burkina Faso, en Égypte, en Libye, au Mali, en Mauritanie, au Niger (seulement quelques petits groupes très isolés), au Sénégal, au Soudan et au Tchad. Elle est présente dans les massifs sahariens de l’Aïr, l'Adrar des Ifoghas, le Hoggar, le Tassili n'Ajjer, le Tibesti, l’Ennedi où elles se réfugient de plus en plus face à l’augmentation de la pression humaine. Elle se rencontrait dans le centre et le sud du Sahara, mais les effectifs ont fortement chuté depuis les années 1950 et elle est maintenant éteinte presque partout.
Les gazelles vivent en petits troupeaux dans les zones semi-arides. Au cours de la saison humide, elle se déplacent sur les pâturages et les plateaux du Sahara, mais elles migrent vers les prairies ouvertes durant la saison sèche. Elle fréquente plutôt les zones de dunes fixes, les steppes et prairies à acacias.

## Comportement
La gazelle dama pouvait auparavant être observée en troupeau (5 à 20 individus) comprenant un seul mâle et plusieurs femelles. Elle se trouvait parfois en groupes plus importants (jusqu'à 200 individus), sur des pâturages, à la fin de la saison sèche ou au tout début de la saison des pluies.
Elle se mêle parfois avec les troupeaux de gazelle dorcas.

## Prédateurs
L'homme qui l'a décimé par ses actions de chasse avec des pertes de 80 % de l'espèce depuis dix ans dans les années 1990[réf. nécessaire]. Ses prédateurs naturels, sont les léopards, et autrefois les guépards du Sahara.

## Captivité
Les sous-espèces de gazelles damas sont rares en captivité et la gazelle de Mhorr n’échappe pas à la règle même si elle est actuellement plus courante que les autres avec plus de 200 individus représentés dans les zoos d’Amérique du Nord.

## Statut
En danger critique d’extinction selon la liste rouge de l'UICN, c’est l’une des espèces les plus menacées. La chasse est la principale cause du déclin de l’espèce surtout depuis que les chasseurs utilisent véhicules motorisés et armes automatiques. Mais la chasse traditionnelle aux pièges et aux filets lui cause également beaucoup de torts.
Des fortes sécheresses ont également réduit et modifié les aires de pâturages et l’augmentation des cheptels domestiques (dromadaires essentiellement, bœufs et moutons dans la zone sahélienne) a également contribué à la repousser dans des zones moins fréquentées et plus arides.